# Phaeostigma (Magnoraphidia) klimeschi
Phaeostigma (Magnoraphidia) klimeschi is een kameelhalsvliegensoort uit de familie van de Raphidiidae. De soort komt voor in Griekenland.
Phaeostigma (Magnoraphidia) klimeschi werd voor het eerst wetenschappelijk beschreven door H. Aspöck & U. Aspöck in 1964.